# Jan Religa
Jan Andrzej Religa (ur. 29 listopada 1945 w Zbilutce, zm. 1 października 2016 w Kędzierzynie-Koźlu) – polski polityk, chemik i samorządowiec, poseł na Sejm VI kadencji.

## Życiorys
Syn Józefa i Marianny. Ukończył Politechnikę Śląską w Gliwicach. Do czasu przejścia na emeryturę pracował w Zakładach Azotowych Kędzierzyn i Elektrowni Blachownia. W latach 1990–2002 był radnym rady miejskiej w Kędzierzynie-Koźlu.
Był działaczem NSZZ „Solidarność” (od 1980), Chrześcijańskiego Ruchu Samorządowego oraz Klubu Inteligencji Katolickiej.
W 2007 uzyskał mandat posła na Sejm VI kadencji z listy Prawa i Sprawiedliwości. Startował w okręgu opolskim, uzyskując 9093 głosów. W sierpniu 2011 odszedł z klubu parlamentarnego PiS, dołączając do posłów ugrupowania Polska Jest Najważniejsza, które reaktywowało dzięki temu klub parlamentarny. Nie uzyskał reelekcji w wyborach parlamentarnych. Na przełomie lat 2013 i 2014 został pełnomocnikiem Polski Razem Jarosława Gowina na powiat kędzierzyńsko-kozielski. W 2014 był kandydatem na liście PiS w wyborach do sejmiku opolskiego, jednak nie uzyskał mandatu.
W 1995 otrzymał Srebrny Krzyż Zasługi.
Pochowany na cmentarzu Kuźniczka w Kędzierzynie-Koźlu.